# 埃爾梅丁·基卡諾維奇
埃爾梅丁·基卡諾維奇（1988年9月2日—）是一位波黑籃球運動員。他現在效力於法國球隊南錫。他也代表波黑國家籃球隊參賽。